# 南海放送新居浜ラジオ中継局
南海放送新居浜ラジオ中継局（なんかいほうそうにいはまラジオそうしんじょ）は愛媛県新居浜市にある、住友金属鉱山の保養所・海浜館の東隣に位置しているRNB南海放送のAMラジオ中継局で、新居浜市を始めとする愛媛県東予地方の基幹局であり、広い範囲に電波を出している。
2015年3月に新居浜市に設置されたRNBラジオのFM補完中継局については新居浜中継局を参照のこと。

## 歴史
- 1956年（昭和31年）10月1日 - 新居浜ラジオ局開局（周波数：800kc、コールサイン：JOAL、出力：100W）。
- 1965年（昭和40年）10月1日 - 周波数変更。800kc → 1560kc。
- 1978年（昭和53年）11月23日 - 周波数変更。1560kHz → 1557kHz。
- 1996年（平成8年）4月1日 - 全県同一周波数化に伴い周波数変更。1557kHz → 1116kHz。出力を1kWに増力。

## 施設
- 所在地：愛媛県新居浜市八幡2丁目11番54号

## AMラジオ放送送信設備
| 周波数           | 放送局名    | コールサイン | 空中線電力 | 放送対象地域 | 放送区域内世帯数 |
| 1116kHz          | RNB南海放送 | JOAL         | 1kW        | 愛媛県       | 約33万世帯       |
| ---------------- | ----------- | ------------ | ---------- | ------------ | ---------------- |
| ※ 局名は新居浜局 |             |              |            |              |                  |

- 法令上の放送エリアは、上記の通りだが、実際には香川県・広島県・岡山県の一部もエリアに入る。